# 克里米亞行政區劃

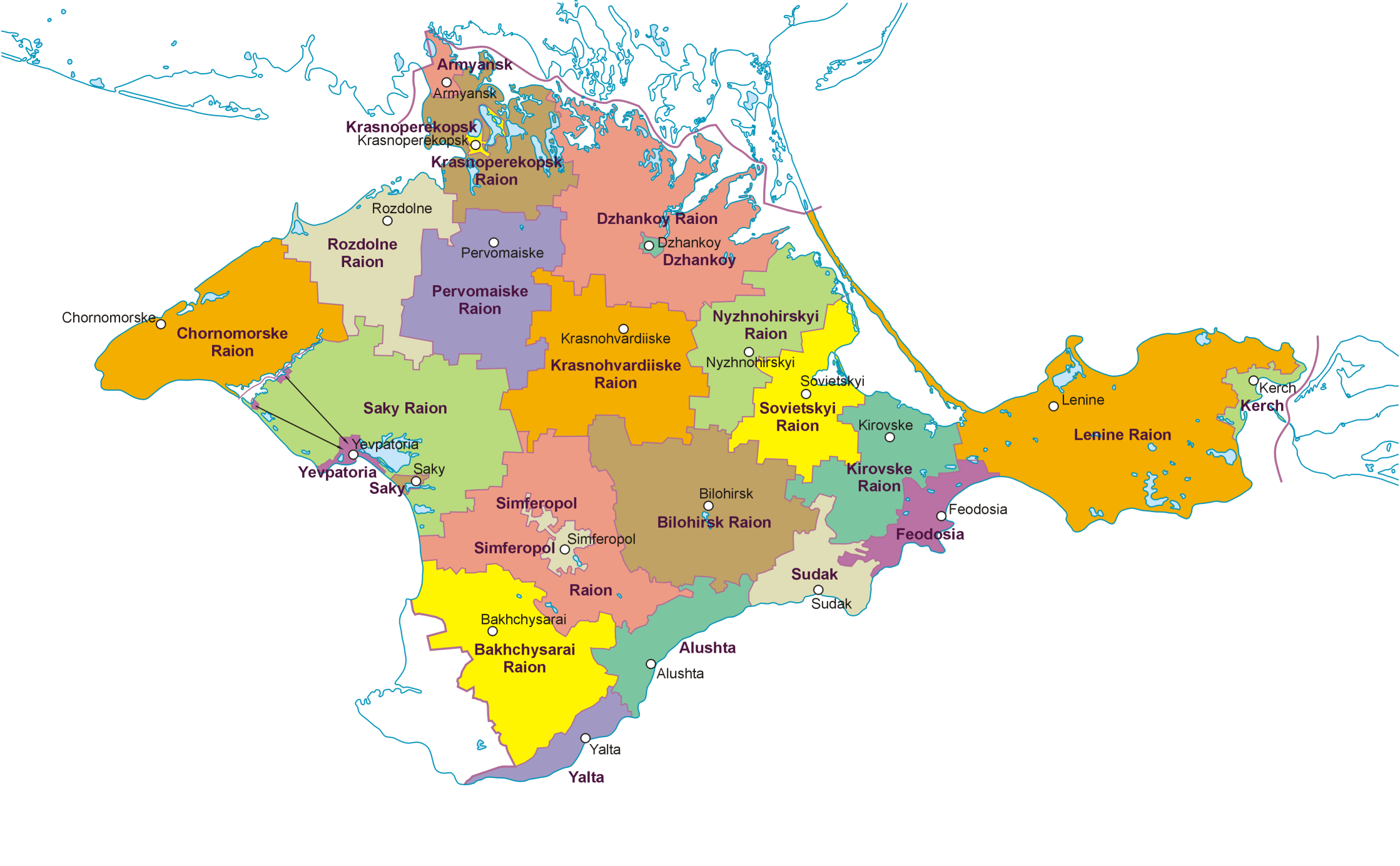
克里米亚自治共和国（法理上2020年前）和克里米亚共和国的行政区划

克里米亚半島自2014年克里米亚危机以來就變得爭議性，一直被俄羅斯與烏克蘭雙方宣称。俄羅斯自吞併至今視該半島為俄罗斯联邦主体之一的克里米亞共和國，而烏克蘭則繼續稱該領土為克里米亚自治共和国。現國際上絕大部分承認半島主權屬烏克蘭。
2014年吞併後，俄方的克里米亞共和國繼續沿用了烏方在克里米亚自治共和国期間的行政區劃，並劃分為14個區與11個州轄市。2020年7月，在俄佔克里米亞期間，烏克蘭在不控制該半島下通過了行政重組的法案，把該半島分為10個區份。设立新区的法律在2023年9月7日正式生效。但由於烏方至今仍未能夠實際上地管制克里米亞，該系統仍處於法理階段，並有待實施。
無論是在烏方的兩個系統或是俄方的系統，克里米亞的政治區劃都不包括塞瓦斯托波爾，並在兩國的行政系統內都被視為國家直轄市，但在乌方2023年之后的系统中，塞瓦斯托波爾市议会辖区的面积大为减少，其大部分区域并入克里米亚自治共和国里新设立的巴赫奇萨赖区。

## 行政區劃列表

### 2020年7月前（烏方與俄方的系統）
（自治）共和國管轄的城市（即州轄市）：
- 辛菲罗波尔（首府）
- 阿盧什塔
- 亞美尼亞斯克
- 占科伊
- 费奥多西亚
- 刻赤
- 亚内卡普/克拉斯諾彼列科普斯克
- 萨基
- 蘇達克
- 雅尔塔
- 叶夫帕托里亚

區份：
- 巴赫奇萨赖区
- 比洛希尔斯克区/别洛戈尔斯克区
- 黑海村區
- 占科伊区
- 伊斯兰泰雷克区/基洛夫斯科耶区
- 库尔曼区/赤衛軍村區
- 彼列科普区/克拉斯诺彼列科普斯克区
- 叶迪库尤区/列宁诺区
- 下希尔斯基区/下戈爾斯基區
- 五一村区
- 罗兹多利内区/拉兹多利诺耶区
- 薩基區
- 辛菲罗波尔区
- 伊奇基区/蘇維埃茨基區

### 2020年7月後（烏克蘭系統）

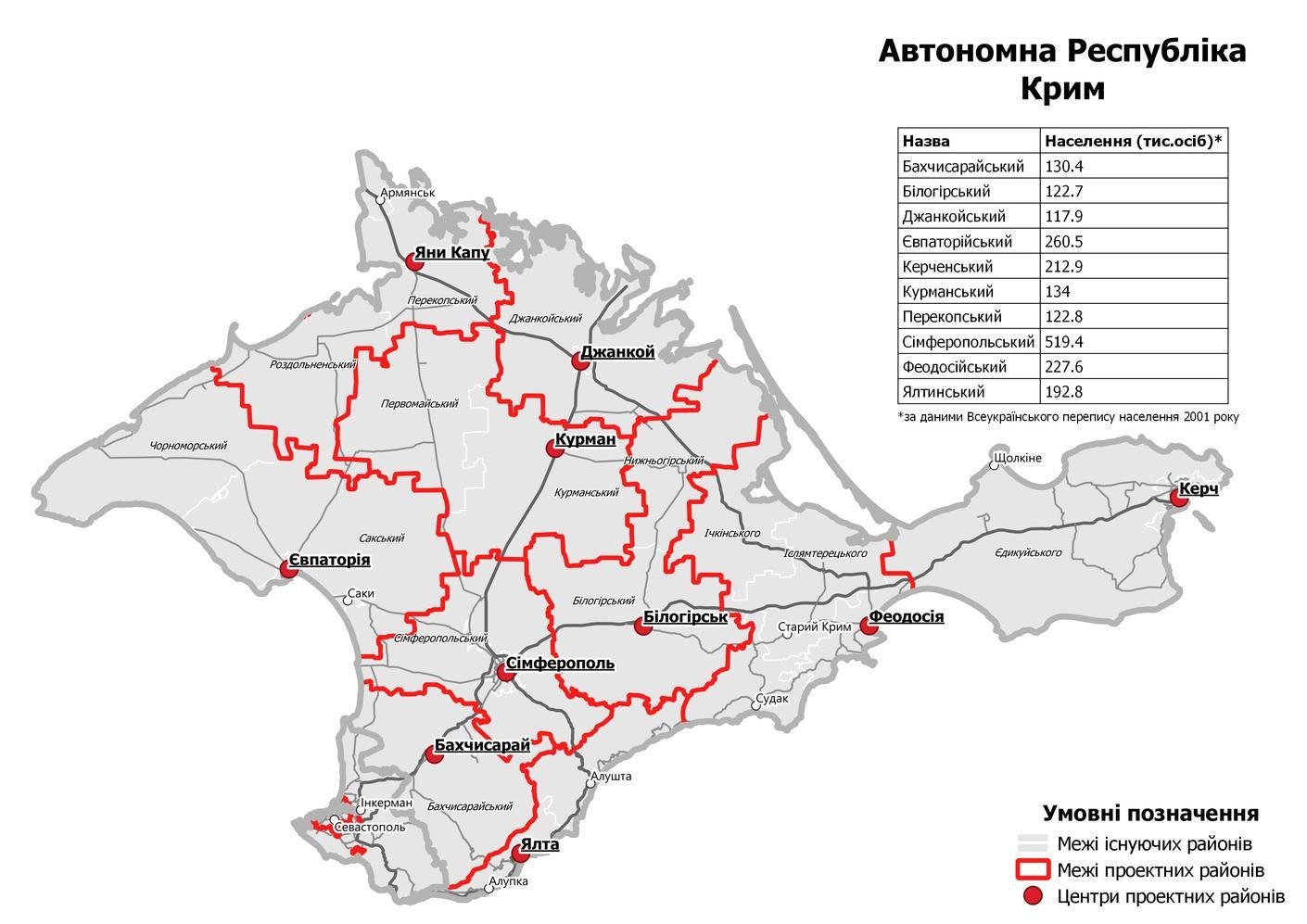
2020年7月起，烏方對克里米亞的行政區劃圖（仍未實行）

根據烏克蘭在2020年的行政區劃改革，該國廢除了州轄市，減少了區份的數量。设立新区的法律在2023年9月7日正式生效，但由于乌克兰并未实际控制克里米亚，故事实上新区并未真正运作。
- 巴赫奇萨赖区
- 比洛希尔斯克区
- 占科伊区
- 叶夫帕托里亚区
- 库尔曼區
- 彼列科普区
- 辛菲罗波尔区
- 刻赤区
- 雅尔塔区
- 费奥多西亚区